# Nola wiltshirei
Nola wiltshirei är en fjärilsart som beskrevs av Warnecke 1933. Nola wiltshirei ingår i släktet Nola och familjen trågspinnare. Inga underarter finns listade i Catalogue of Life.